# East Kilbride Pirates
Gli East Kilbride Pirates sono una squadra di football americano, di East Kilbride, in Scozia; fondati nel 1985, hanno vinto 2 edizioni della SGA League e sono arrivati due volte secondi al BritBowl.

## Dettaglio stagioni

### Amichevoli (Over-35)
| Stagione | Vin | Par | Per | Tot | PF | PS | avversaria       |
| -------- | --- | --- | --- | --- | -- | -- | ---------------- |
| 2024     | 1   | 0   | 0   | 1   | 22 | 6  | Sealand Seahawks |
| Totale   | 1   | 0   | 0   | 1   | 22 | 6  |                  |

### Tornei nazionali

#### Campionato

##### BAFA NL Premiership/BAFA NL
| Stagione | regular season | regular season | regular season | regular season | regular season | regular season | playoff | playoff | playoff | playoff | playoff | playoff                        | playoff      |
|          | Vin            | Par            | Per            | Tot            | PF             | PS             | Vin     | Per     | Tot     | PF      | PS      | risultato                      | avversaria   |
| -------- | -------------- | -------------- | -------------- | -------------- | -------------- | -------------- | ------- | ------- | ------- | ------- | ------- | ------------------------------ | ------------ |
| 2014     | 9              | 0              | 0              | 9              | 327            | 23             | 1       | 1       | 1       | 52      | 62      | Semifinale                     | London Blitz |
| 2015     | 8              | 0              | 2              | 10             | 366            | 135            | 0       | 1       | 1       | 7       | 19      | Semifinale                     | London Blitz |
| 2016     | 6              | 0              | 4              | 10             | 250            | 163            | -       | -       | -       | -       | -       | -                              | -            |
| 2017     | 4              | 1              | 5              | 10             | 184            | 339            | -       | -       | -       | -       | -       | -                              | -            |
| 2018     | 0              | 0              | 10             | 10             | 104            | 395            | -       | -       | -       | -       | -       | -                              | -            |
| 2021     | 5              | 0              | 1              | 6              | 184            | 20             | -       | -       | -       | -       | -       | Secondo posto girone Caledonia | -            |
| Totale   | 32             | 1              | 22             | 55             | 1415           | 1075           | 1       | 2       | 3       | 59      | 81      |                                |              |

Fonti: Enciclopedia del Football - A cura di Massimo Mezzetti

##### Sapphire Series Division One
| Stagione | regular season | regular season | regular season | regular season | regular season | regular season | playoff | playoff | playoff | playoff | playoff | playoff      | playoff          |
|          | Vin            | Par            | Per            | Tot            | PF             | PS             | Vin     | Per     | Tot     | PF      | PS      | risultato    | avversaria       |
| -------- | -------------- | -------------- | -------------- | -------------- | -------------- | -------------- | ------- | ------- | ------- | ------- | ------- | ------------ | ---------------- |
| 2017     | 0              | 0              | 6              | 6              | 18             | 233            | -       | -       | -       | -       | -       | -            | -                |
| 2018     | 0              | 0              | 6              | 6              | 28             | 399            | 0       | 2       | 2       | 8       | 63      | Ottavo posto | Edinburgh Wolves |
| 2018-19  | 2              | 0              | 4              | 6              | 60             | 265            | -       | -       | -       | -       | -       | -            | -                |
| Totale   | 2              | 0              | 16             | 18             | 106            | 897            | 0       | 2       | 2       | 8       | 63      |              |                  |

Fonti: Enciclopedia del Football - A cura di Massimo Mezzetti

##### BAFA NL Division One
| Stagione | regular season | regular season | regular season | regular season | regular season | regular season | playoff | playoff | playoff | playoff | playoff | playoff   | playoff             |
|          | Vin            | Par            | Per            | Tot            | PF             | PS             | Vin     | Per     | Tot     | PF      | PS      | risultato | avversaria          |
| -------- | -------------- | -------------- | -------------- | -------------- | -------------- | -------------- | ------- | ------- | ------- | ------- | ------- | --------- | ------------------- |
| 2022     | 9              | 0              | 1              | 10             | 331            | 84             | 3       | 0       | 3       | 121     | 39      | Campioni  | Cambridgeshire Cats |
| Totale   | 9              | 0              | 1              | 10             | 331            | 84             | 3       | 0       | 3       | 121     | 39      |           |                     |

Fonti: Enciclopedia del Football - A cura di Massimo Mezzetti

##### NWFL Division One
| Stagione | regular season | regular season | regular season | regular season | regular season | regular season | playoff | playoff | playoff | playoff | playoff | playoff   | playoff    |
|          | Vin            | Par            | Per            | Tot            | PF             | PS             | Vin     | Per     | Tot     | PF      | PS      | risultato | avversaria |
| -------- | -------------- | -------------- | -------------- | -------------- | -------------- | -------------- | ------- | ------- | ------- | ------- | ------- | --------- | ---------- |
| 2022     | 4              | 0              | 4              | 8              | 46             | 105            | -       | -       | -       | -       | -       | -         | -          |
| Totale   | 4              | 0              | 4              | 8              | 46             | 105            | -       | -       | -       | -       | -       |           |            |

Fonti: Enciclopedia del Football - A cura di Massimo Mezzetti

##### Budweiser League First Division
| Stagione | regular season | regular season | regular season | regular season | regular season | regular season | playoff | playoff | playoff | playoff | playoff | playoff   | playoff    |
|          | Vin            | Par            | Per            | Tot            | PF             | PS             | Vin     | Per     | Tot     | PF      | PS      | risultato | avversaria |
| -------- | -------------- | -------------- | -------------- | -------------- | -------------- | -------------- | ------- | ------- | ------- | ------- | ------- | --------- | ---------- |
| 1987     | 4              | 0              | 4              | 8              | 134            | 133            | -       | -       | -       | -       | -       | -         | -          |
| Totale   | 4              | 0              | 4              | 8              | 134            | 133            | -       | -       | -       | -       | -       |           |            |

Fonti: Enciclopedia del Football - A cura di Massimo Mezzetti

#### Tornei locali

##### SGA
| Stagione | regular season | regular season | regular season | regular season | regular season | regular season | playoff | playoff | playoff | playoff | playoff | playoff   | playoff        |
|          | Vin            | Par            | Per            | Tot            | PF             | PS             | Vin     | Per     | Tot     | PF      | PS      | risultato | avversaria     |
| -------- | -------------- | -------------- | -------------- | -------------- | -------------- | -------------- | ------- | ------- | ------- | ------- | ------- | --------- | -------------- |
| 1995     | 4              | 0              | 4              | 8              | 138            | 168            | -       | -       | -       | -       | -       | -         | -              |
| 1996     | 2              | 0              | 7              | 9              | ?              | ?              | ?       | ?       | ?       | ?       | ?       | ?         | ?              |
| 1997     | 7              | 0              | 0              | 7              | 92+?           | 14+?           | 1       | 0       | 1       | 24      | 6       | Campioni  | Dundee Whalers |
| Totale   | 13             | 0              | 11             | 24             | 230+?          | 182+?          | 1+?     | 0+?     | 1+?     | 24+?    | 6+?     |           |                |

Fonti: Enciclopedia del Football - A cura di Massimo Mezzetti

### Riepilogo fasi finali disputate
| Anno             | Luogo      | Evento                       | Fase del torneo      | Incontro                                    | Risultato |
| 17 agosto 1997   |            | SGA                          | SGA Bowl             | East Kilbride Pirates - Dundee Whalers      | 24 - 6    |
| 31 agosto 2014   |            | BAFA NL Premiership          | Semifinale           | East Kilbride Pirates - London Blitz        | 0 - 44    |
| 23 agosto 2015   |            | BAFA NL Premiership          | Semifinale           | East Kilbride Pirates - London Blitz        | 7 - 19    |
| 17 marzo 2018    | Manchester | Sapphire Series Division One | Finale 7º - 8º posto | Edinburgh Wolves - East Kilbride Pirates    | 27 - 8    |
| 4 settembre 2022 | Londra     | BAFA NL Division One         | Finale               | East Kilbride Pirates - Cambridgeshire Cats | 50 - 12   |

## Palmarès
- 2 SGA Bowl (1997, 1998)
- 2 Britbowl di 2º livello/Titolo britannico di 2º livello (2011, 2022)